# イギリス国鉄317形電車
イギリス国鉄317形電車(British Rail Class 317)は、1981年から1982年および1985年から1987年にかけて製造されたイギリス国鉄の近郊形電車。同じイギリス国鉄の318形、455形電車、150形気動車とともに、車体は全鋼製のマーク3客車をベースとして設計されている。

## 製造時から国鉄時代まで

### 317/1形

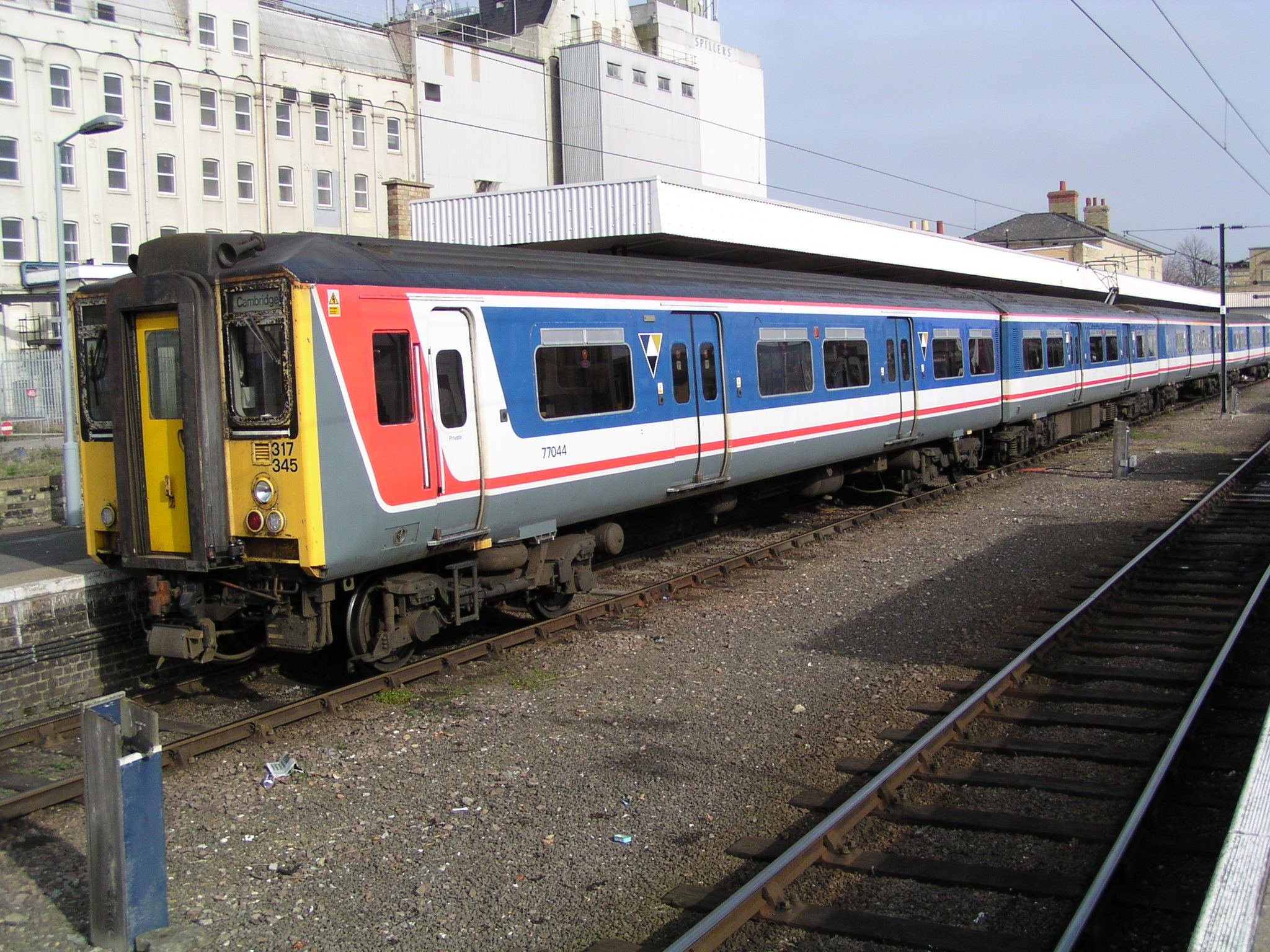
ネットワーク・サウスイースト塗装の317/1形（ケンブリッジ）

ミッドランド本線のロンドン近郊区間（ロンドン・セント・パンクラス - ベッドフォード、いわゆるベッド・パン線）電化開業対応のため、1981年から1982年にかけて4連48本が製造された。投入時の塗装は、青色に窓周りが灰色、前面が黄色の、当時のイギリス国鉄標準塗装であった。車体は前後して製造された455/8形電車、210形電気式気動車とよく似たデザインである。
| 番台  | 製造年  | 編成番号   | DTSO(A)     | MSO         | TCO         | DTSO(B)     |
| ----- | ------- | ---------- | ----------- | ----------- | ----------- | ----------- |
| 317/1 | 1981-82 | 317301-348 | 77000-77047 | 62661-62708 | 71577-71624 | 77048-77095 |

全室普通車の両先頭車(Driving trailer Standard Open(DTSO))と中間電動車(Motor Standard Open(MSO))に、MSO側の貫通路の両側にトイレのある一等車と普通車の合造車(Trailer Composite Open(TCO))を加えた4両1ユニットの構成となっている。最高速度はこれまでの313形、315形が75mph(約121km/h)だったのと比べ、100mph（約161km/h）と高く設定された。317/1形電車の投入により、老朽化した127形気動車が置き換えられる予定であったが、投入と同時のワンマン化が労働問題となり、全面的な置き換えは1983年中頃までずれ込んだ。
1986年には、ロンドン市街の地下を貫通するスノウ・ヒルトンネルの供用を再開し、ロンドン南部の直流750V第三軌条式電化区間へベッド・パン線電車を直通させることになった。このため、交流25,000V架線式、直流750V第三軌条式の両方の電化方式に対応する319形電車が投入され、順次置き換えられることになった。
置き換えられた317/1形は、ウェスト・コースト本線のロンドン近郊区間（ユーストン - ノーザンプトン、ミルトン・キーンズ）へ転属し、310形電車を置き換えることになった。なお、置き換えられた310形は、ロンドン・ティルベリー・サウスエンド線へ転属している。
ウエスト・コースト本線近郊区間での活躍も長くは続かず、1989年には新車の321形電車に置き換えられることになり、既に317/2形が投入されていたイースト・コースト本線のロンドン近郊区間（グレート・ノーザンルート、ロンドン・キングズクロス - ピーターバラ他）と、ウエスト・アングリア本線（ロンドン・リヴァプールストリート - ケンブリッジ）のビショップス・ストートフォード - ケンブリッジの電化開業、およびフェン線（ケンブリッジ - イーリー - キングズ・リン）の電化開業向けに転用された。
後述の317/5形、317/7形、317/8形への改造が行われた結果、2011年現在、ファースト・キャピタル・コネクトで使用されている317337-348の4連12本が残存している。

### 317/0形（317/3形）
1990年代後半、TCOLの1等室を普通室に改装して317/0形へ番台変更を行った編成が以下の7編成存在した。編成番号はいずれも10の位を2→9に変更している。2000年までに、317392、317393の2編成を除き、1等室の再設置を行って元の編成番号へ復帰している。いずれも種車は317/1形である。
317322～328　→　317392～398
なお、317/0形以外にも、2000年頃にイースト・ハム基地に所属しロンドン・ティルベリー・サウスエンド線で使用された317/1形を中心に、1等室を普通室に改装し、全車普通車とした編成が存在する。これらは317/0から移行した2編成を除き編成番号の変更は行われていないが、317/3形と番台が分けられている。
参考資料「British Railways Locomotives & Coaching Stock 2000」の記述で確認できるのは以下の14編成。
317301～307、311～313、319、332、392、393

### 317/2形

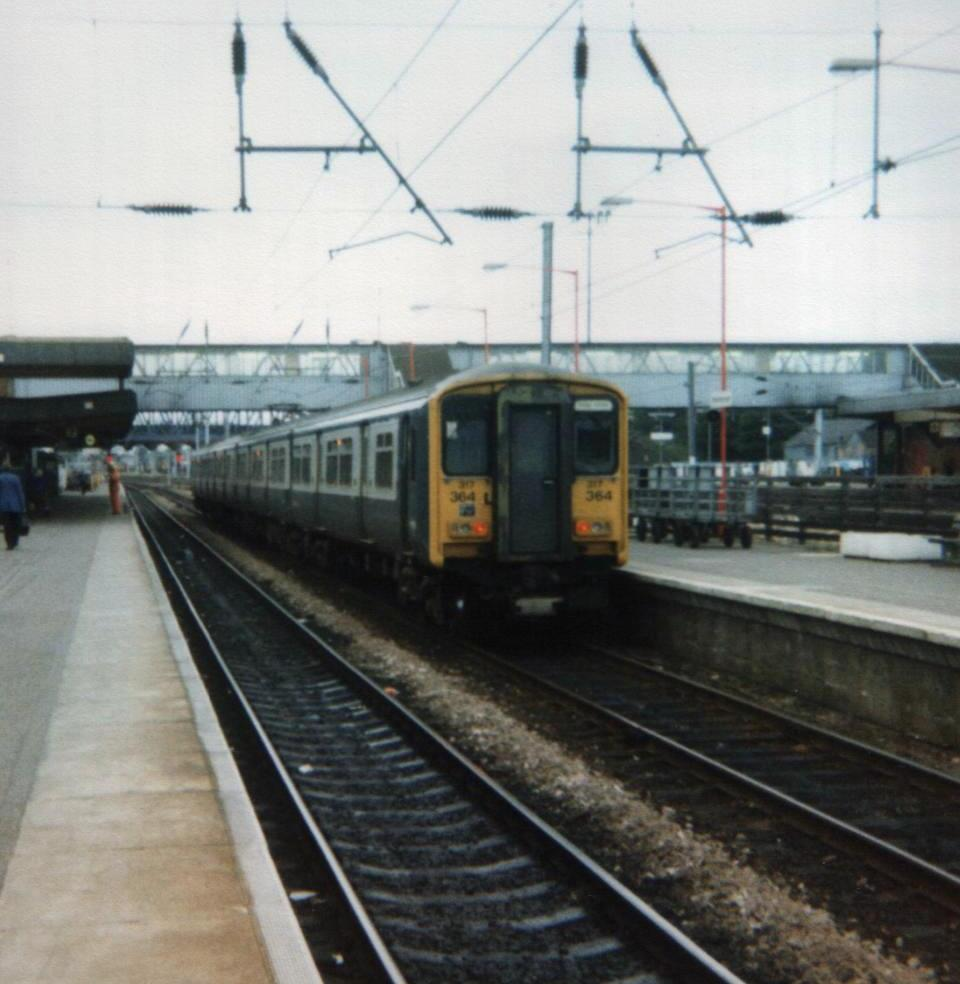
イギリス国鉄標準塗装の317/2形（ピーターバラ）

イースト・コースト本線のロンドン近郊区間（グレート・ノーザンルート、ロンドン・キングズクロス - ピーターバラ他）で使用されていた312形電車の置き換え用として、1985年から1986年にかけて4連20本が、1987年に4連4本が製造された。317/1形と比べ、車体デザインは同時期に製造された455/7形電車や、150/2形気動車等と同じデザインとなり、側面窓の開閉部がアルミ板から透明ガラスに、またタイホンが屋根上から床下となり、前面のデザインも変化している。なお、置き換えられた312形は、グレート・イースタン本線、および、ロンドン・ティルベリー・サウスエンド線へ転属している。
| 番台  | 製造年  | 編成番号   | DTSO(A)     | MSO         | TCO         | DTSO(B)     |
| ----- | ------- | ---------- | ----------- | ----------- | ----------- | ----------- |
| 317/2 | 1985-86 | 317349-368 | 77200-77219 | 62846-62865 | 71734-71753 | 77220-77239 |
| 317/2 | 1987    | 317369-372 | 77280-77283 | 62886-62889 | 71762-71765 | 77284-77287 |

編成構成は317/1形と同一の4連ユニットである。1986年までの落成車はイギリス国鉄の標準塗装で登場したが、1987年の落成車は、当初よりネットワーク・サウスイースト塗装（窓周り青、腰部灰色、白と赤の帯、前面が黄色）で登場した。318形はこの317/2形を3連ユニットにした構成だが、搭載されているモーターが異なる他、一等室が無く、トイレがDTSOへの設置であったり、最高速度も90mph（約145km/h）であるなど、各所に相違がある。
なお、317/2形は、全編成が一等室の移設改造を行って317/6形に改番されており、現存しない。

## 民営化後の状況（過去の使用事業者）
イギリス国鉄の分割民営化（1994年）以降、317形も複数の事業者で使用されている。この項目では、2011年以前に使用を終了した事業者と、関連する改造・改番について記述する。

### ウェスト・アングリア・グレート・ノーザン（West Anglia Great Northern（WAGN））

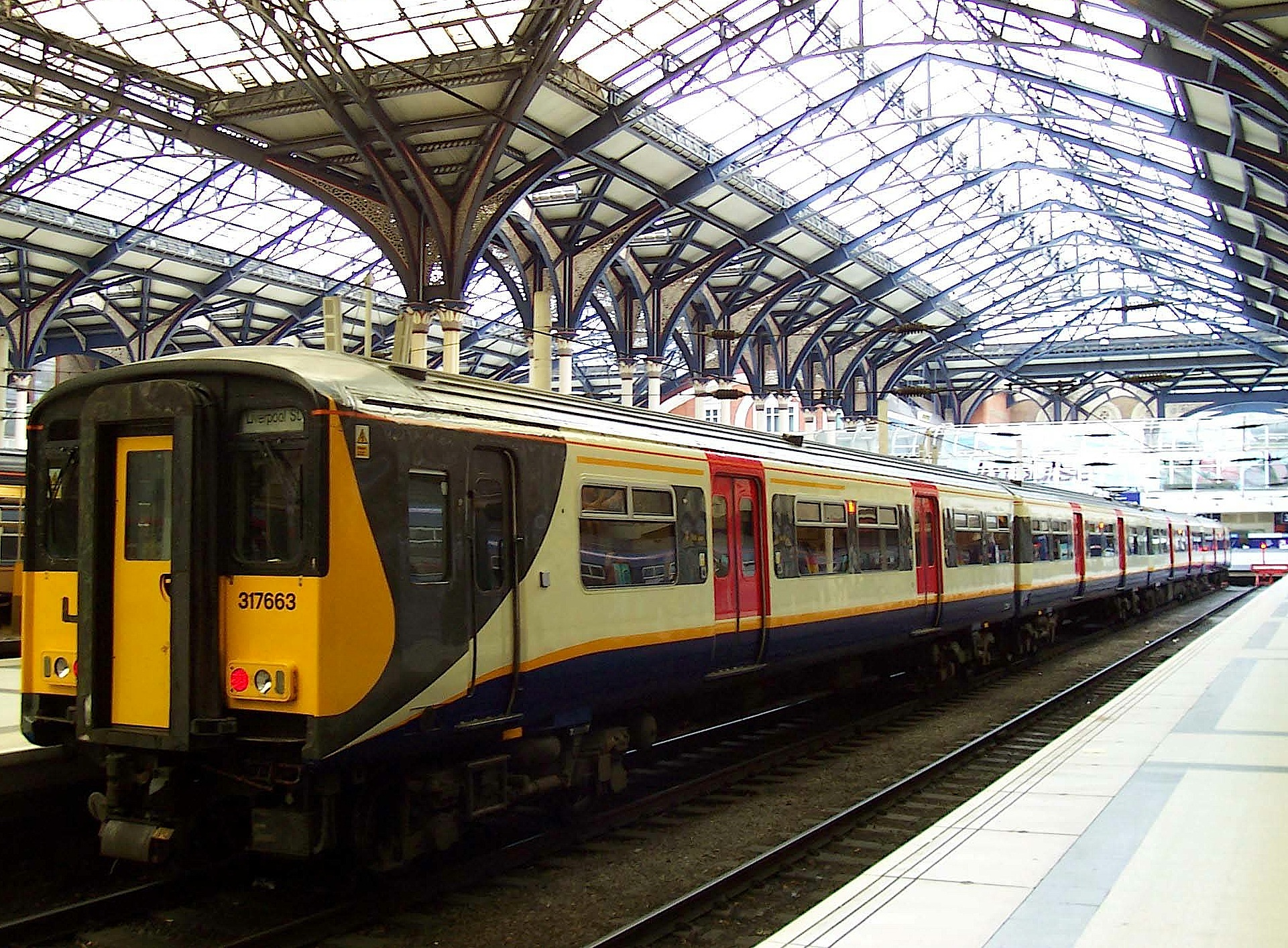
WAGNの317/6形・317663編成（リヴァプールストリート）

民営化時に317/1形、317/2形が運用されていた、グレート・ノーザンルートと関連の支線およびウェスト・アングリア本線と関連の支線は、民営化時にウェスト・アングリア　グレート・ノーザンに移管され、317/1形、317/2形全車がリースされた。
1998年から1999年にかけて、317/2形の車内設備更新と合わせ、全編成の一等室を中間付随車から先頭車へ移設し、座席数を増やす工事を行った。これにより、右の写真にあるように、塗装が独特なものに変更されている。317/2形の更新編成は317/6形に改番が行われ、種車の番号順に317649-672に付番されている。なお、これらの改造はAlstom系のRailCare Wolverton Worksにて行われている。
| 番台  | 製造年  | 編成番号   | DTSO        | MSO         | TSO         | DTCO        |
| ----- | ------- | ---------- | ----------- | ----------- | ----------- | ----------- |
| 317/6 | 1998-99 | 317649-668 | 77200-77219 | 62846-62865 | 71734-71753 | 77220-77239 |
| 317/6 | 1998-99 | 317669-672 | 77280-77283 | 62886-62889 | 71762-71765 | 77284-77287 |

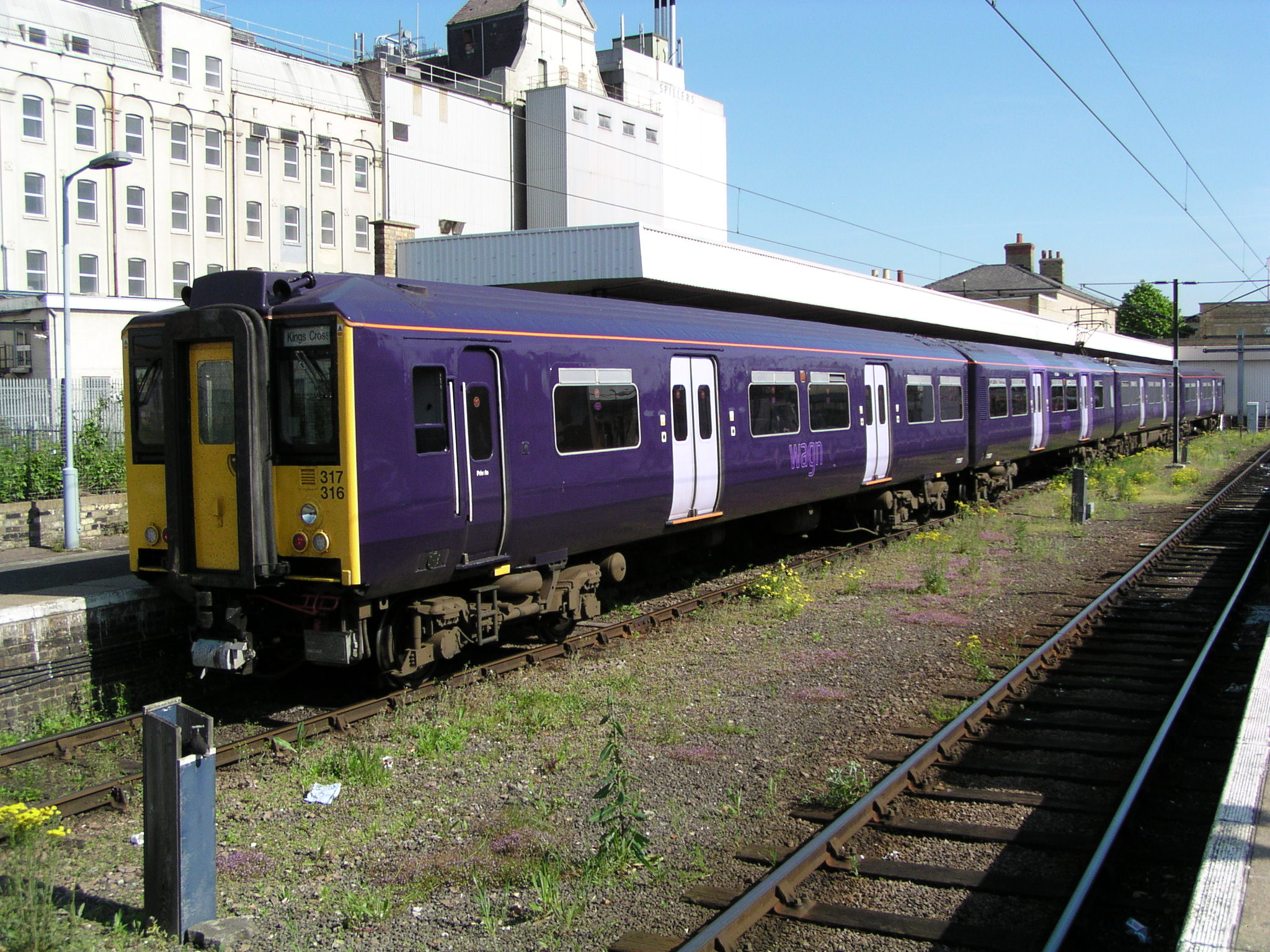
WAGNパープルメタリック塗装の317/1形（ケンブリッジ）

317/1形については、1986年以来ネットワーク・サウスイースト塗色のままであったが、2001年より、メタリックパープルを基調に、ドア部を薄紫色にした新塗装が登場した。
2004年4月、WAGNのフランチャイズがグレート・ノーザンとウェスト・アングリアに分割された。グレート・ノーザンのフランチャイズはファースト・キャピタル・コネクトへ、ウェスト・アングリアのフランチャイズはナショナル・エクスプレスのイースト・アングリアに引き継がれることになった。317形も両社へ引き継がれている。なお、ファースト・キャピタル・コネクトが引き継ぐまで、一時的ではあるが、WAGNのブランドでグレートノーザン区間のみの運行を行っていた。

### LTSレール／c2c

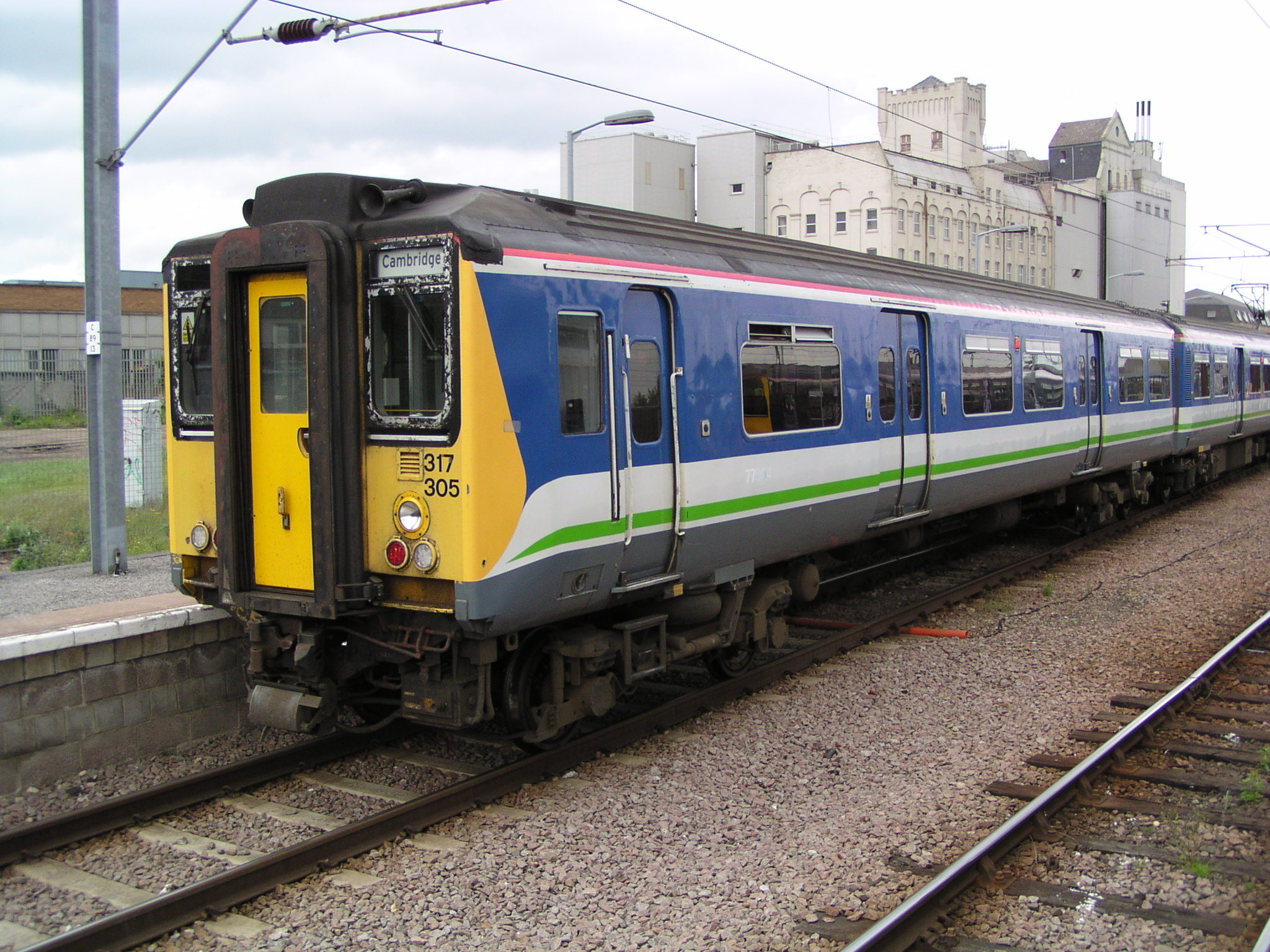
WAGNへ戻ったものの、LTS塗装のままで運用されていた317/1形（ケンブリッジ）

ロンドン・ティルベリー・サウスエンド線を運行するLTSレール（c2c）では、老朽化した302形・310形電車を置き換えるため、1996年から2000年まで、WAGNから最大で18編成の317/1形電車を借用した。当初はネットワーク・サウスイースト塗装のままであったが、後に赤帯部分を緑帯に変更している。
これらは357形「エレクトロスター」の投入により、全てWAGNへ返還される予定だったが、357形の初期故障が落ち着くまで、引き続き常時4編成が入れ替わりで2004年まで使用された。

### テムズリンク（Thameslink）
2002年、テムズリンクはロンドンのムーアゲート - ベッドフォードへの列車増発にあたり、4編成の317/1形を使用することになった。但し、特定の編成がテムズリンクへ転属した訳ではなく、系列のWAGNの車輌を借用し、毎週2編成を入れ換えるものであった。車輌の入れ替えは非電化区間を通る必要があるため、機関車牽引で行っていた。
2004年、WAGNのフランチャイズ分割に伴い、12編成が正式にテムズリンクへ転属したが、交流25,000V架線式で電化されている北部区間でしか使えないため、まもなく365形「ネットワーカー」の投入で置き換えられ、グレーター・アングリアのエリアへ転属した。

## 現在の状況
2011年8月現在、317形はファースト・キャピタル・コネクトとグレーター・アングリアの2フランチャイズで使用されている。

### ファースト・キャピタル・コネクト（First Capital Connect（FCC））

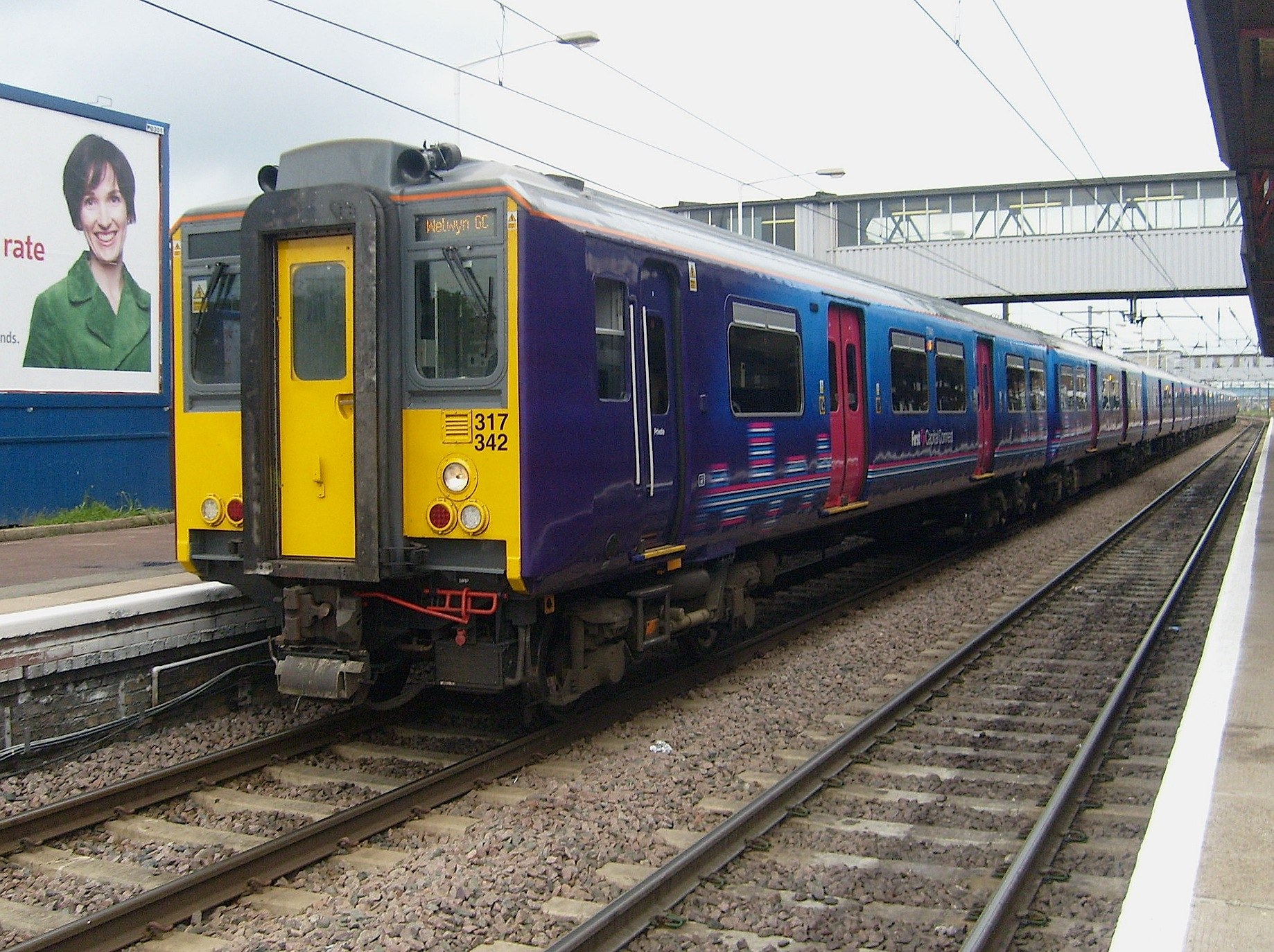
ファーストコーポレート塗装の317/1（ピーターバラ）

ファースト・キャピタル・コネクトは、WAGNのうちグレートノーザンのルート（ロンドン・キングズクロス - ピーターバラ、および支線のムーアゲート - フィンズベリー・パーク、ヒッチン - ケンブリッジ - キングズリン）と、テムズリンク（ベッドフォード - ブライトン）を合わせた区間を受け持つフランチャイズである。
317/1形は、4連12本が主としてロンドン・キングズクロスからの近郊電車として、365形電車「ネットワーカー」とともに使用されている。2009年9月までは交流架線式で電化されているテムズリンク北部区間でも、ラッシュ時の一部列車で使用されていた。
ファースト・キャピタルコネクト運用車については、2005年から車体補修、ファーストコーポレート塗色への塗装変更と合わせ、車内更新（床材交換、座席モケットの交換、暖房カバーの交換）、および高速対応パンタグラフ（Brecknell Willis High Speed pantograph）への交換が実施され、全車完了している。これらはいずれもWabtec Doncaster Worksで行われた。

### グレーター・アングリア（Greater Anglia）

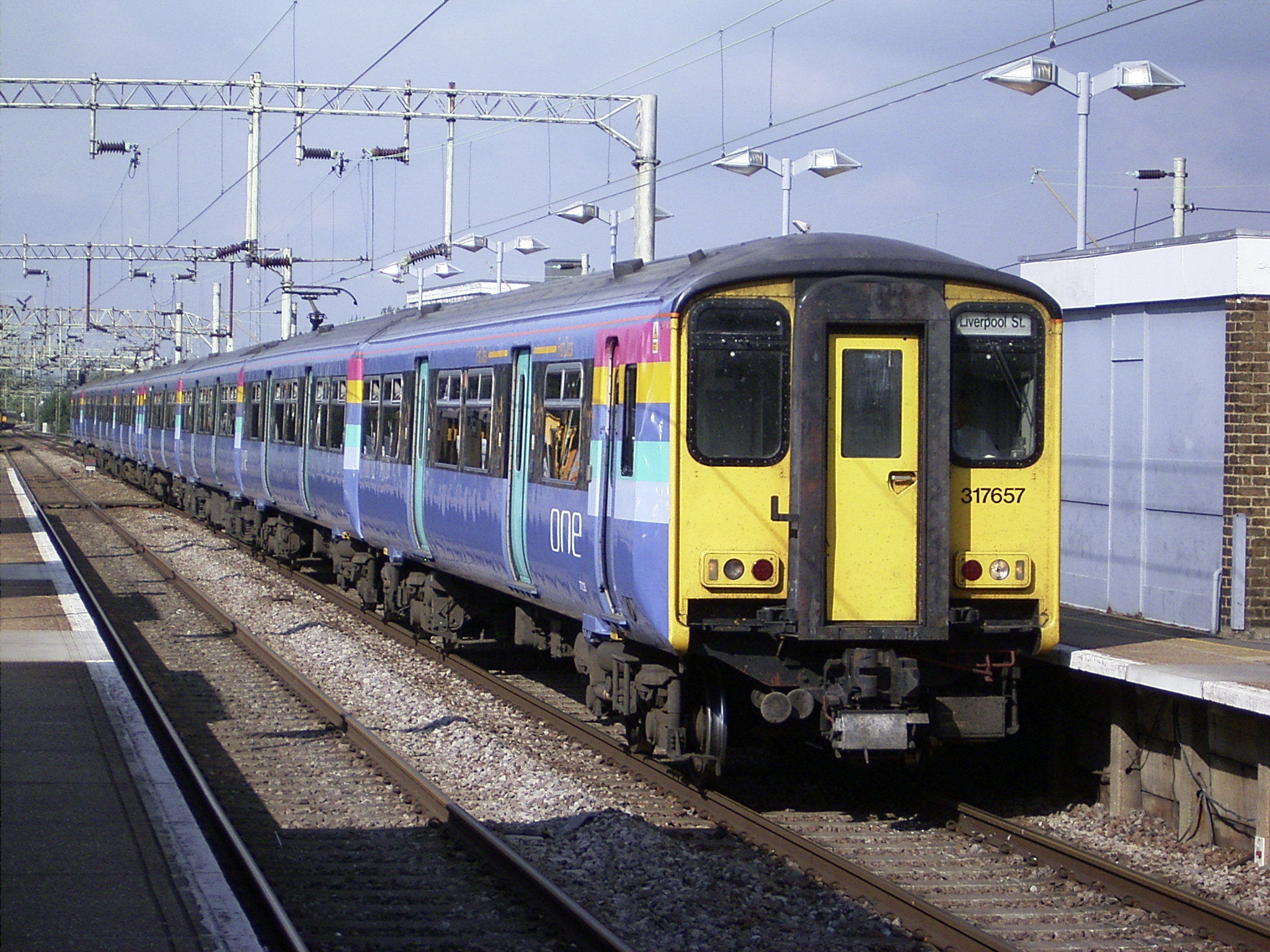
「ワン」塗装の317/2形（ブロックスボーン）

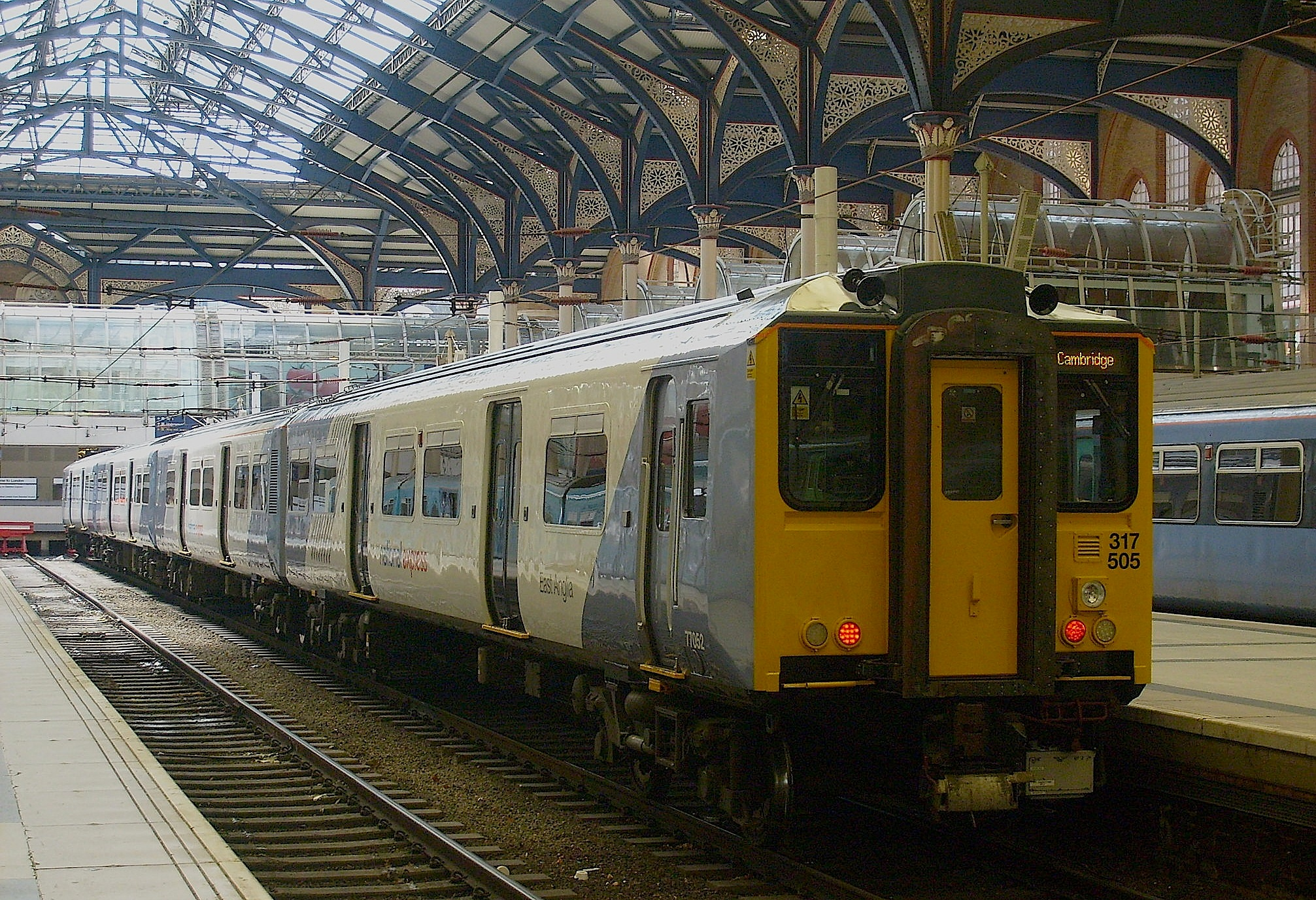
ナショナル・エクスプレスのコーポレート塗装の317/5形（ロンドン・リヴァプールストリート）

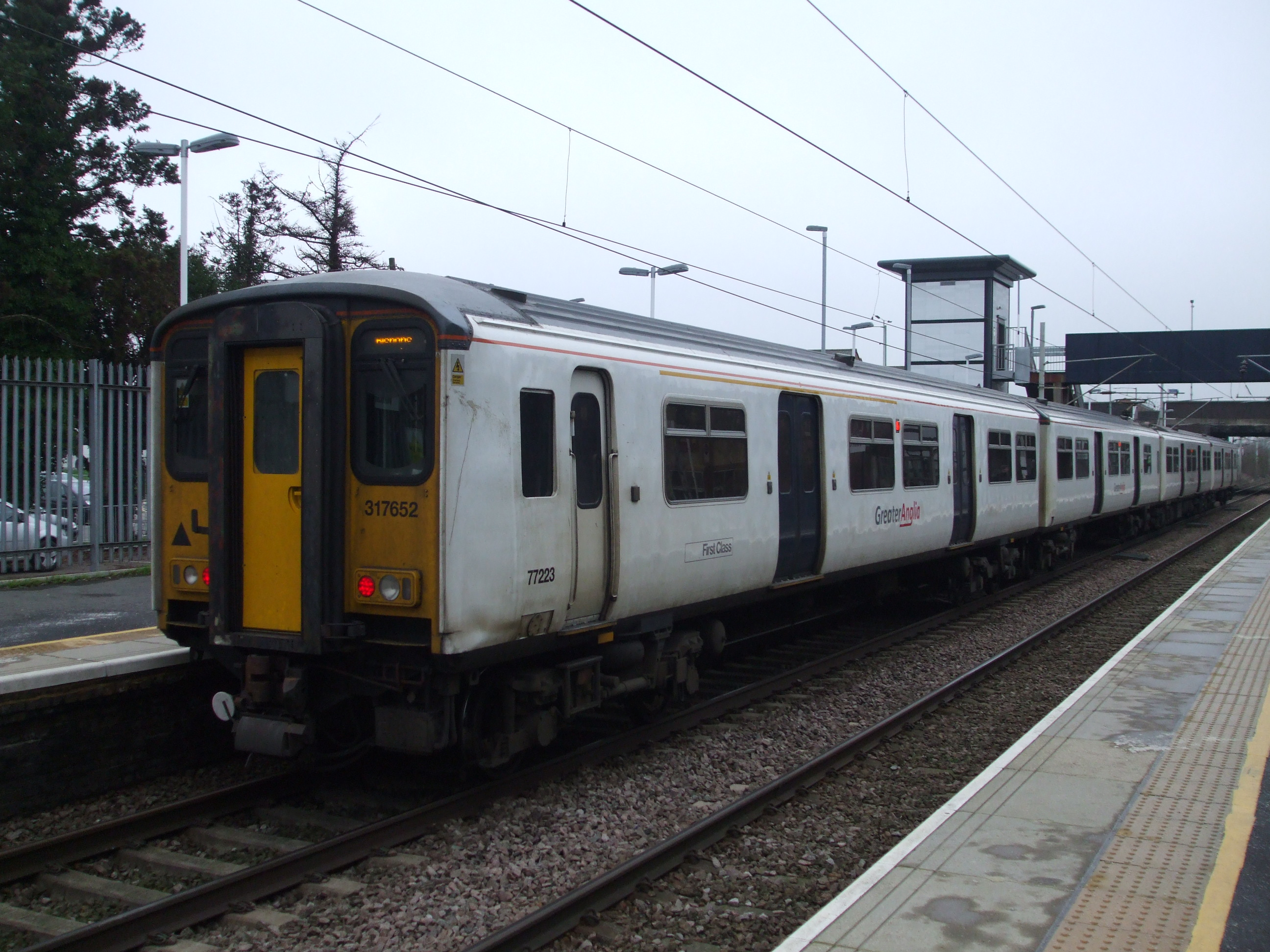
「グレーター・アングリア」塗装の317/6形（ウォルサム・クロス）

2004年4月1日、ウェスト・アングリア（ロンドン・リヴァプールストリート - ケンブリッジ、および関係の支線）とスタンステッドエクスプレス（ロンドン・リヴァプールストリート - スタンステッド空港）のフランチャイズが、新たにグレーターアングリアのフランチャイズの一部となった。これらは2008年2月26日まで（ナショナル・エクスプレス系列の「ワン」のブランドで、その後、2012年2月5日まで同じくナショナル・エクスプレス系列の「ナショナルエクスプレス・イースト・アングリア」ブランドで運行されたが、現在はオランダのアベリオ系列の「グレーター・アングリア」のブランドで運行されている。
「ワン」時代の塗装は、ネイビーブルーを基調に、車端部のみレインボーカラーを配したものだったが、ナショナル・エクスプレスのブランドとなった後は、レインボーカラーを廃して、代わりに窓下に「ナショナル・エクスプレス」のロゴを配した白帯を巻いたものになった。近年ナショナル・エクスプレスのコーポレート塗装（銀色の車体中央部に斜めに太い白帯を配し、ナショナル・エクスプレスのロゴを配したもの）に変更が進んでいたが全車には及ばす、「グレーター・アングリア」への移管に伴い、白一色のボディにドアが紺、車両中心部の窓下に「Greater Anglia」のロゴが入るものに徐々に変更されている。
2011年8月から新型の379形電車の投入が始まり、スタンステッド・エクスプレスを手始めに置き換えが始まっている。

#### スタンステッド・エクスプレス（Stansted Express）

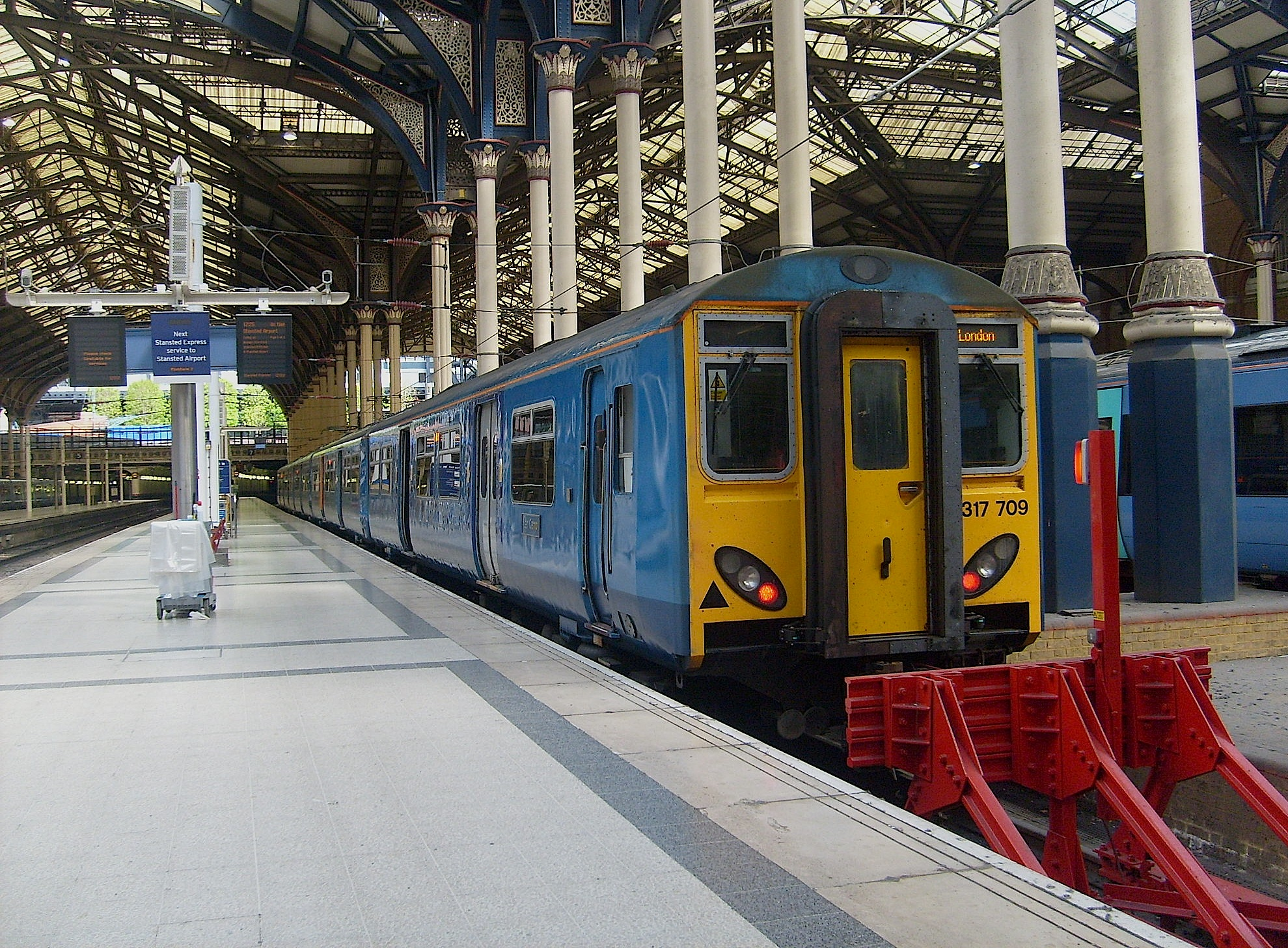
スタンステッドエクスプレスに運用中の317/7形（ロンドン・リヴァプールストリート）

2000年、317/1（317/3）のうち4連9本で、スタンステッド・エクスプレス開業以来使用されてきた322形電車を置き換えることになり、車体更新をかねてRailcare Wolverton Worksで対応改造が行われた。改造車は新たに317/7形に改番されたが、編成番号の下2桁は種車の番号が引き継がれた。改造内容は、一等室座席の2+2から1+2への変更と先頭車への移設、普通室座席の2+3から2+2への変更、ラゲッジスペースの設置、前面デザインの変更、側面窓を317/2形同等品への交換、トイレの移設、エアコンの取り付け（317形は基本的に強制換気装置のみで、この317/7を除きエアコンは装備していない）、高速対応のパンタグラフへの交換など、多岐にわたる。
317308-310、314、319、392、393、329、332　→　317708-710、714、719、722、723、729、732
2006年には、スタンステッドエクスプレス向けに317/1形からさらに4連12本が追加改造されたが、ラゲッジスペースの設置程度で、一等室座席の変更と移設、普通室の座席変更、前面デザイン変更、側面窓の交換、トイレの移設、エアコンの取り付け等は省略されている。2006年の改造車は317/8形に改番されたが、317/7形とは異なり、種車の番号順に通し番号で付番されている。
317321、324-328、330、331、333-336　→　317881-892
317/7形、317/8形ともに、スタンステッドエクスプレスだけでなく、317/5形や317/6形と共にウェストアングリア本線の運用に入ることも多かった。
スタンステッド・エクスプレスは、フランチャイズがアベリオ系列の「グレーター・アングリア」へ代わったことや、後継の379形の所定数の投入が完了したこともあり、基本的に全列車が379形での運行となっている。
317/7形は改造時に座席を減らしたことから朝夕の混雑時間帯の運用に難があり、全車運用から外れたが、317/8は、他の317形同様、引き続きウェスト・アングリア本線の運用を中心に使用されている。

#### ウェスト・アングリア（West Anglia）
ウェスト・アングリア本線運用分として、4連24編成の317/6形と、15編成の317/1形を引き継いだ。これらは主にロンドン・リヴァプールストリート - ビショップス・ストートフォード、ハートフォードイースト、ケンブリッジで使われている。
なお、317/1形は車内へのLED案内装置等の取り付けや車内改装を行っており、既に全車が完了している。改装車は317/5形へ改番され、種車の番号順に通し番号で付番されている。
317301-307、311-313、315-318、320　→　317501-515

## 将来（走行機器の更新）
ボンバルディア・トランスポーテーションは運用から外れている317722編成を使用し、新しい走行機器のテストを行っている。
317722編成は元々の直流モーター、制御装置が撤去され、新たに4つの交流モーターと2つの3相コンバータを取り付けた。台車と変圧器については種車のものをそのまま使用している。加えて77021、62682の2両は車内インテリアの更新も行われている。この更新工事により車両性能を最新型の車両と揃えることができ、またメンテナンスの手間を減らせる他、電力回生ブレーキが取り付けが可能になり、317形の寿命をさらに20年伸ばせるとしている。ただし、この更新工事が他車に及ぶか否かについては、現段階では不明である。

## ギャラリー

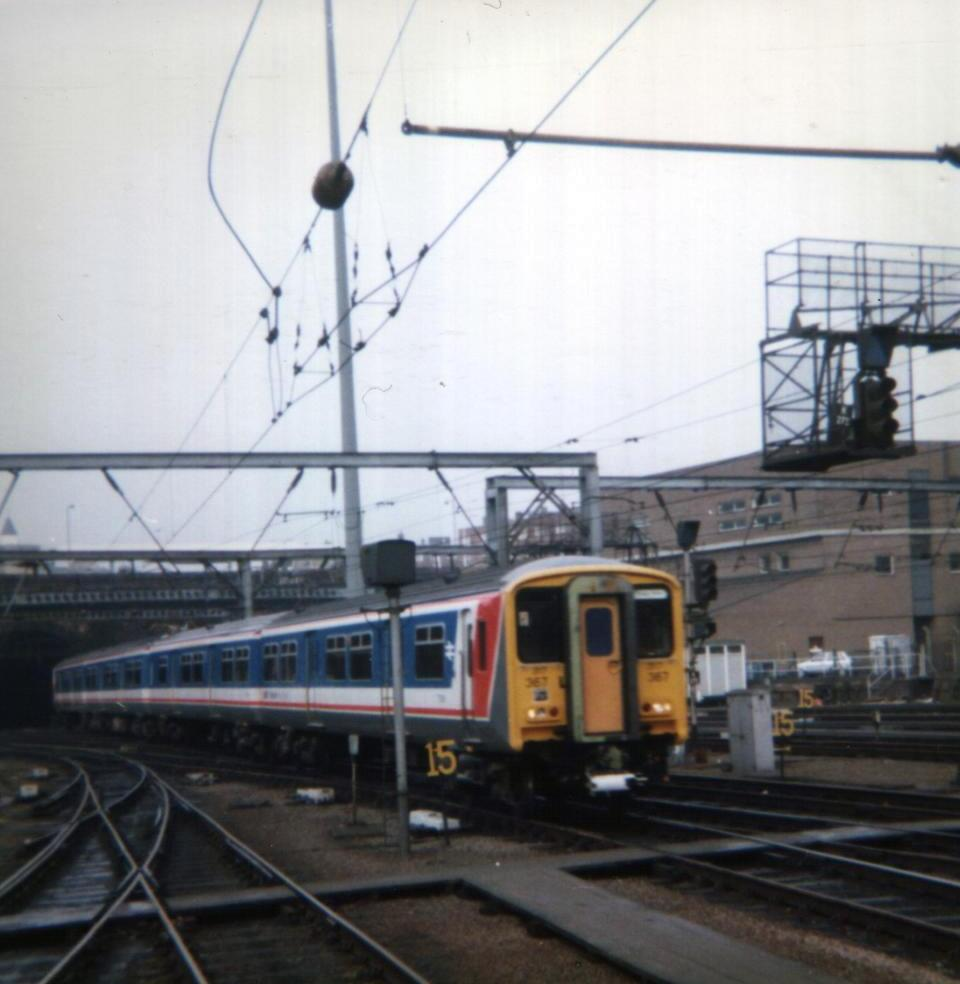
ネットワーク・サウスイースト塗装の317/2形（ロンドン・キングズクロス）
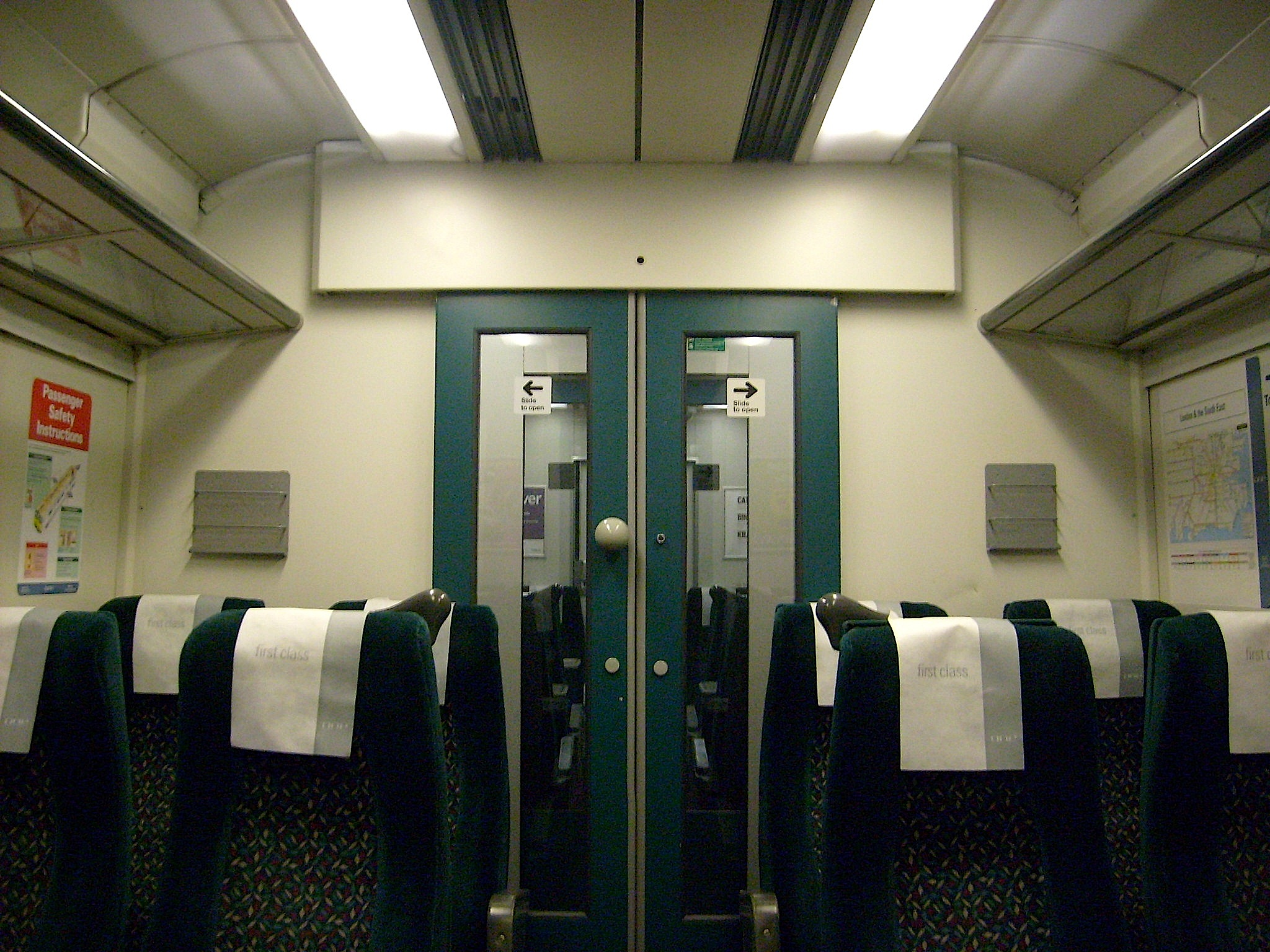
317/6形の一等室
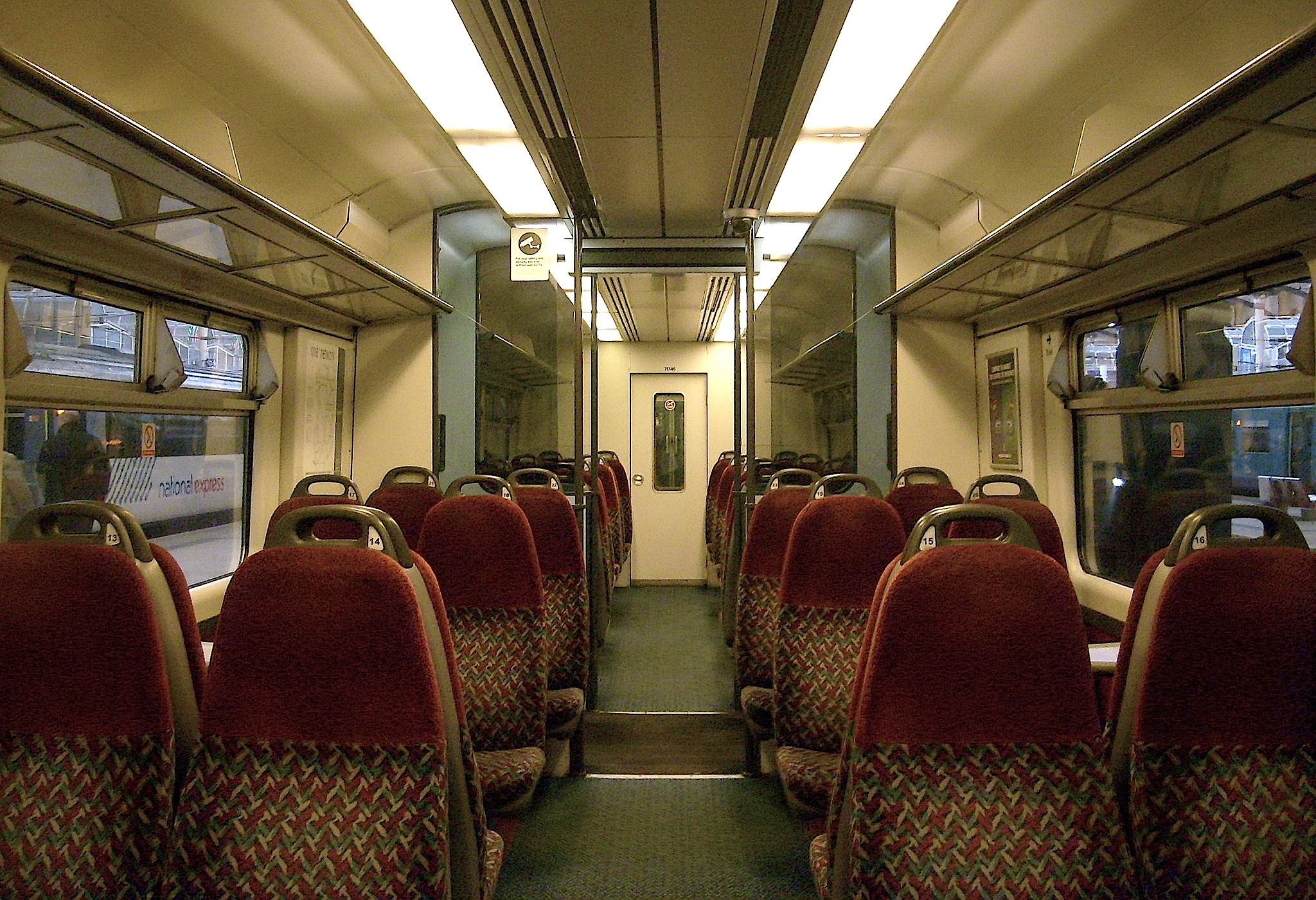
317/6形の普通室
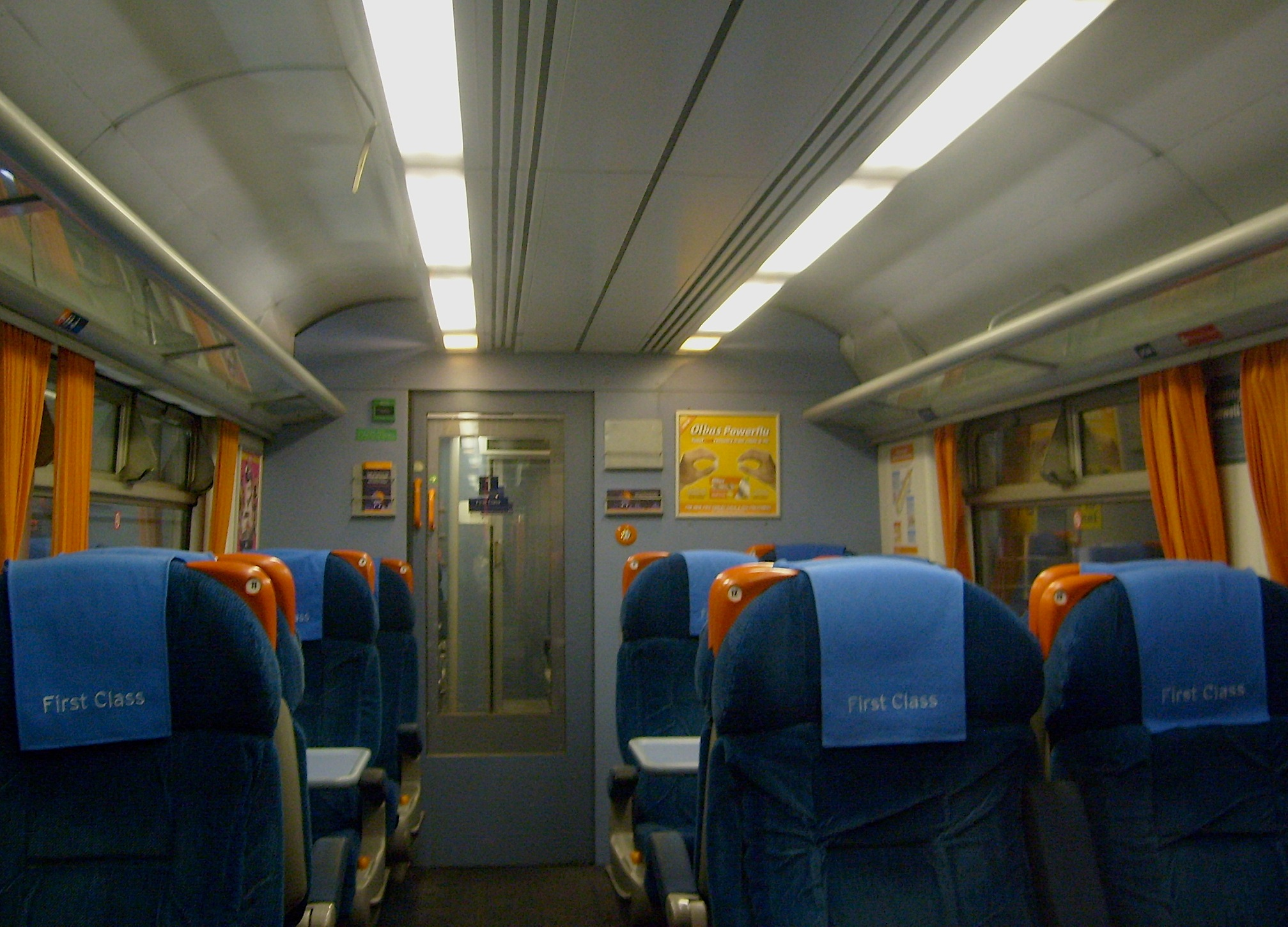
317/7形の一等室
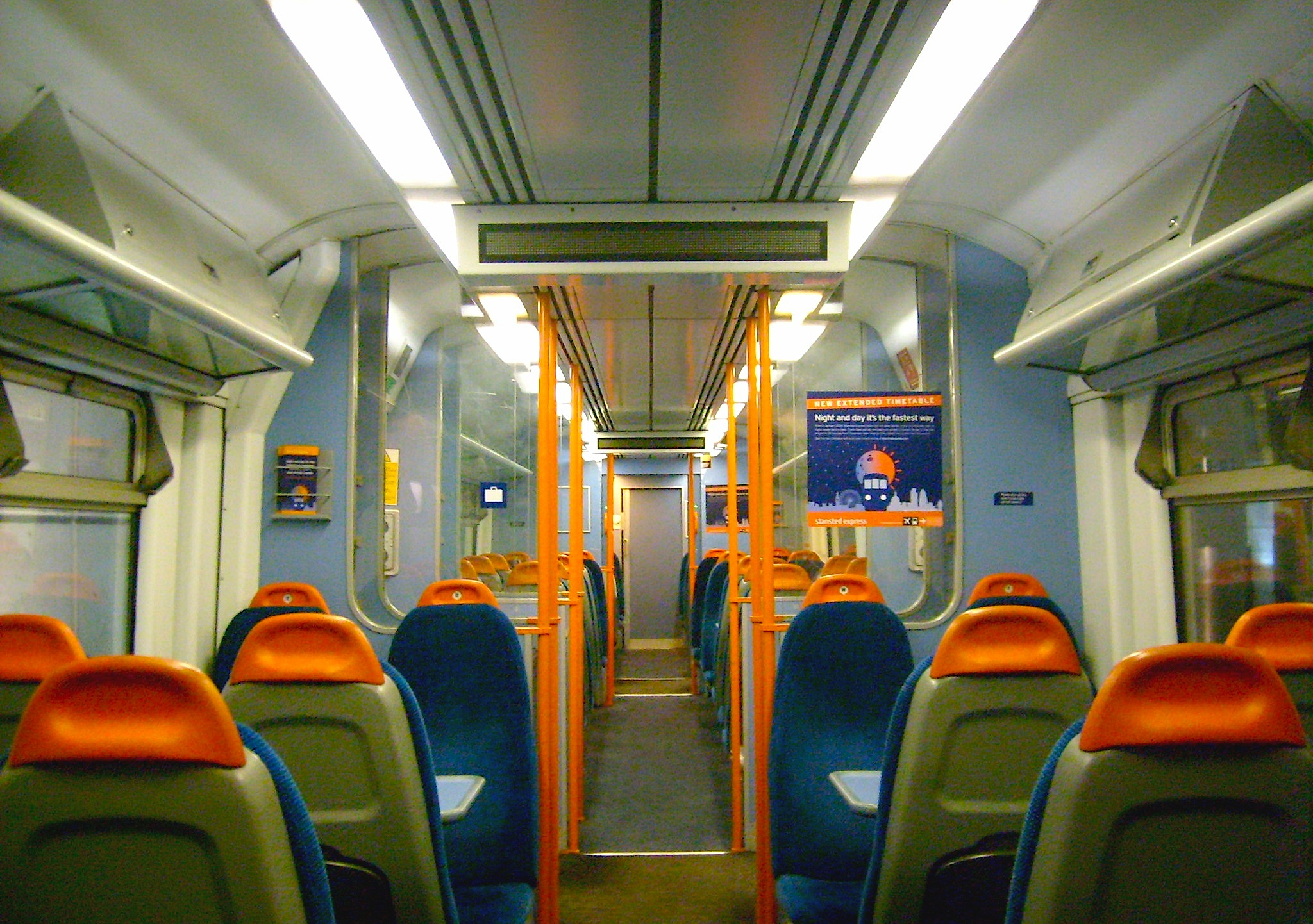
317/7形の普通室
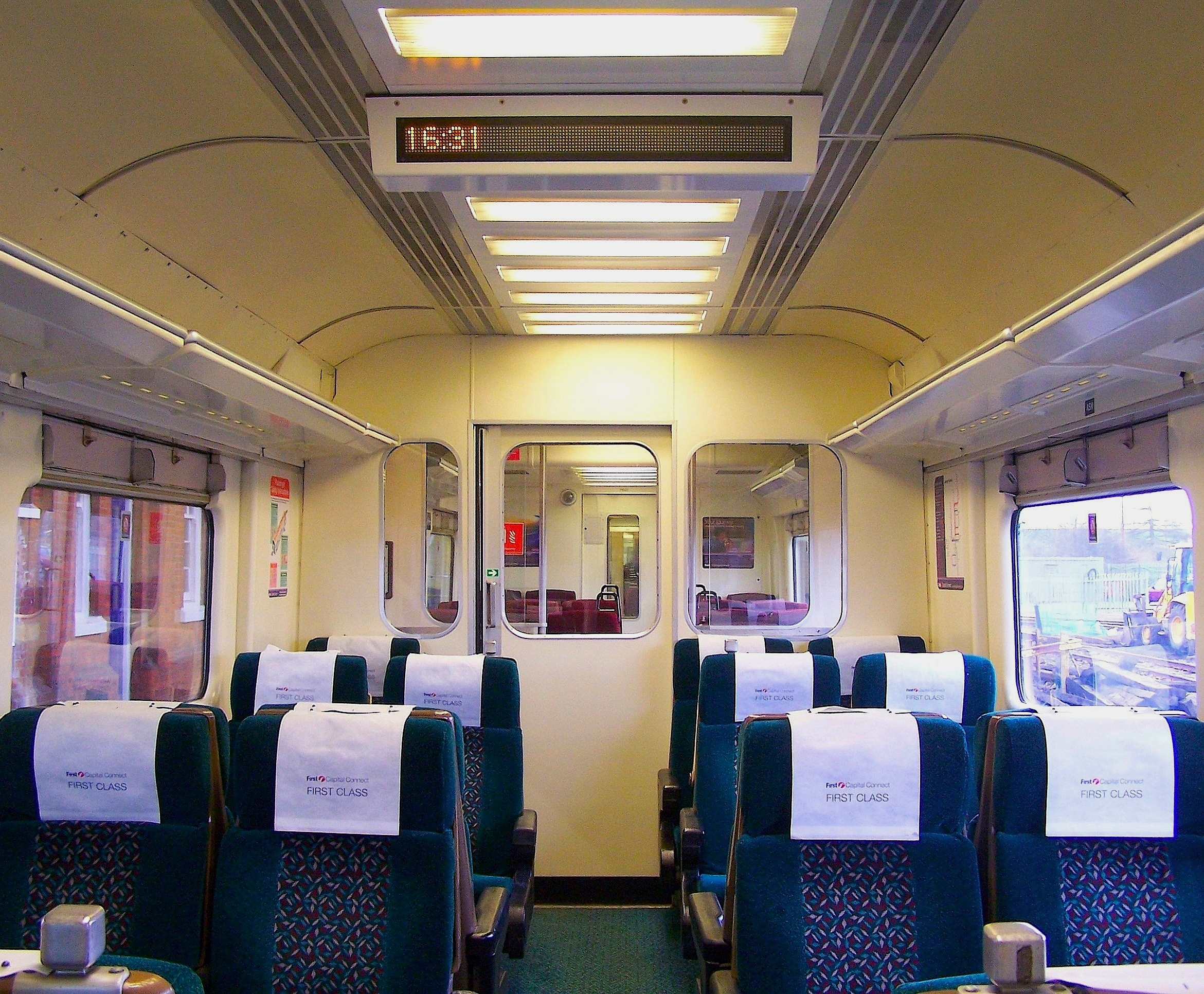
WAGN時代の317/1形の一等室
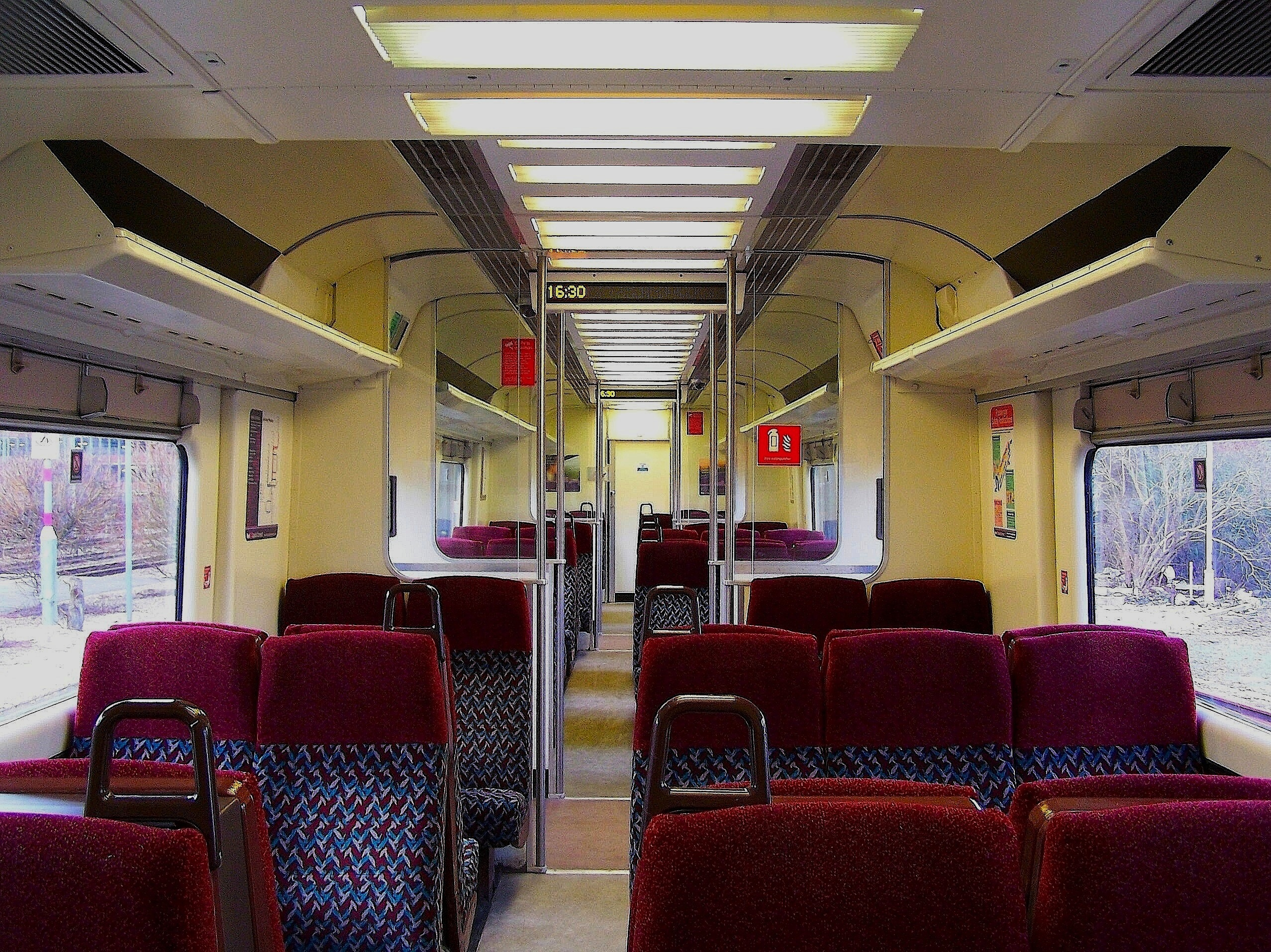
WAGN時代の317/1形の普通室
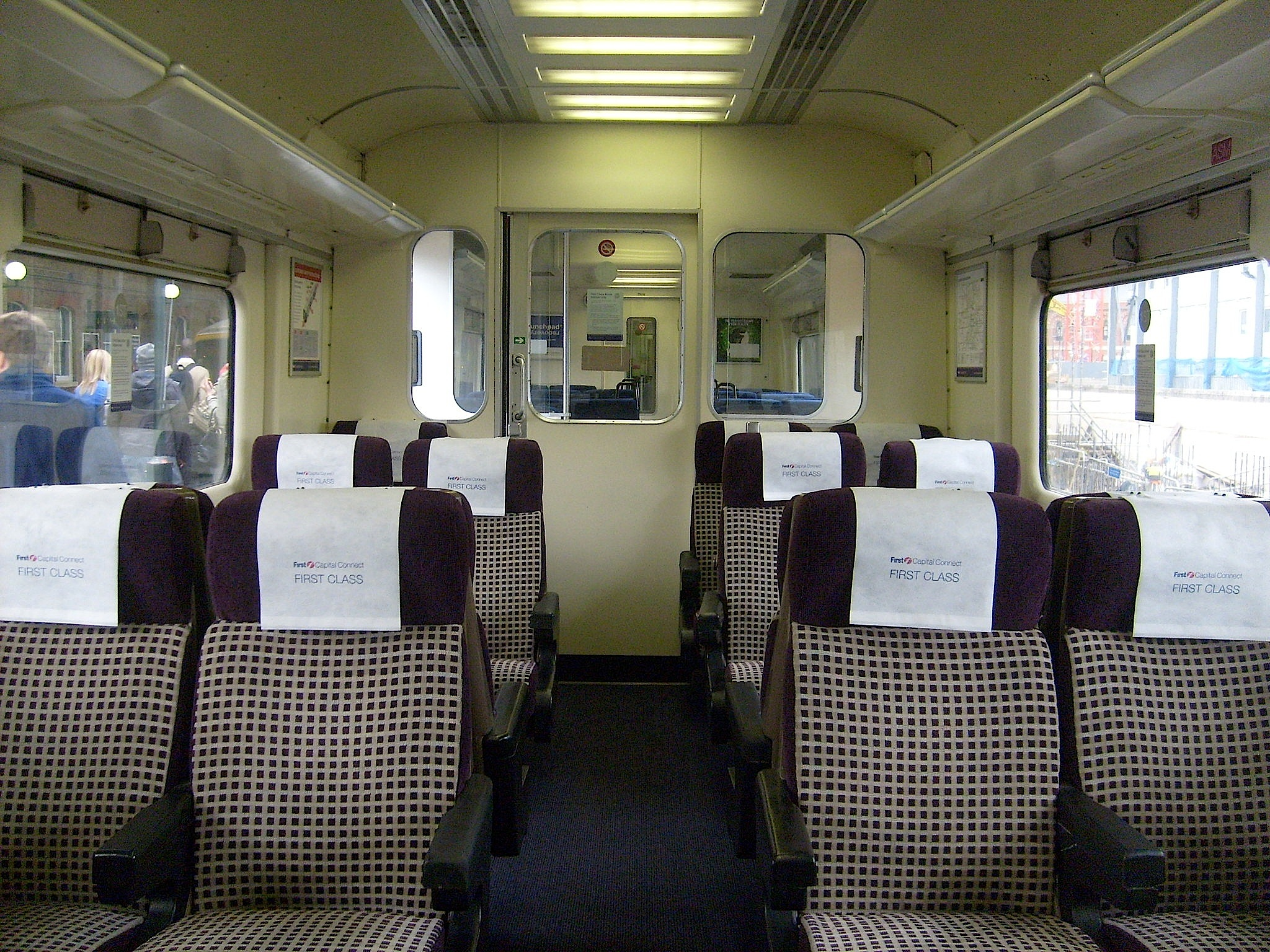
FCC運用車の317/1形一等室
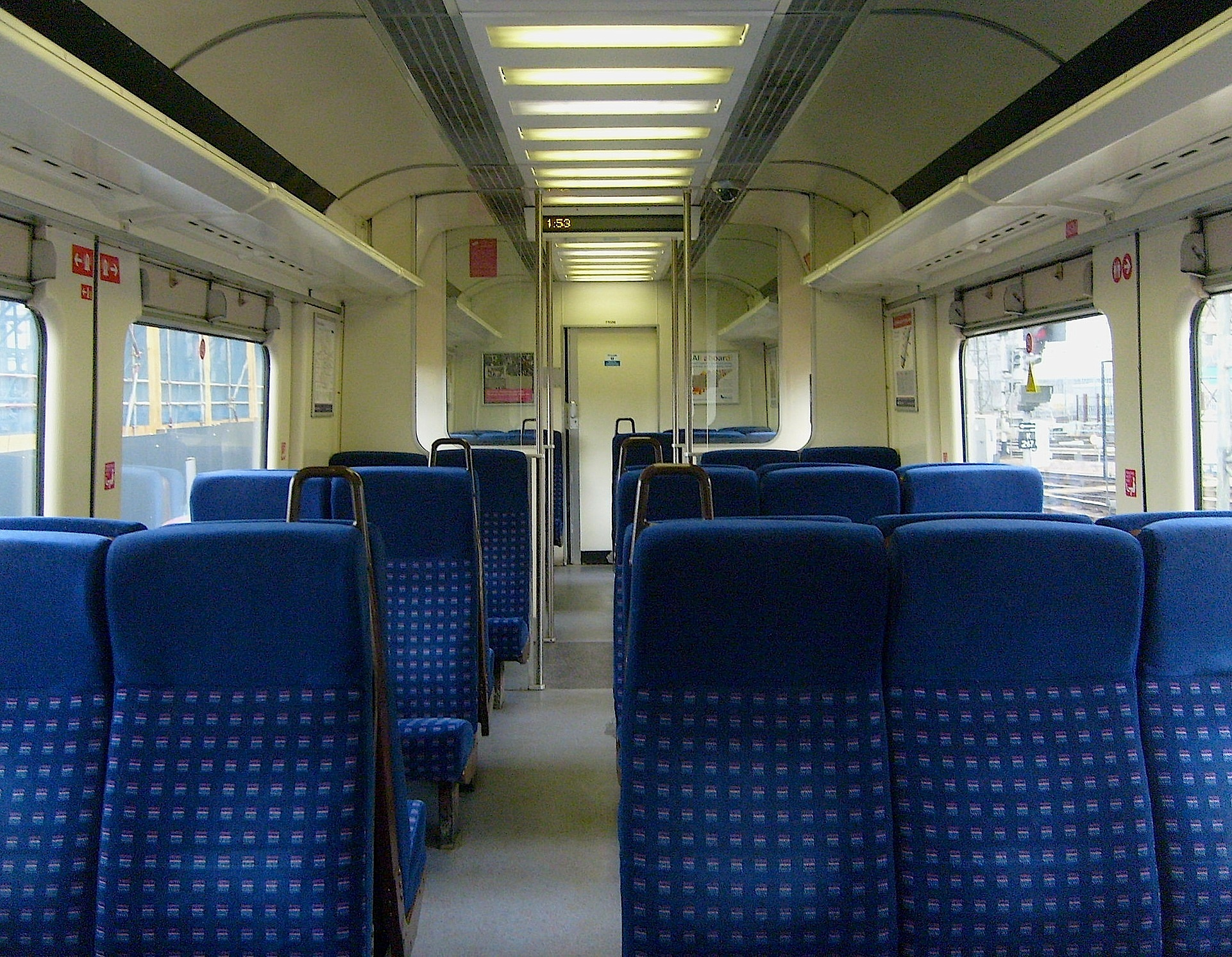
FCC運用車の317/1形普通室

## 現在の所属（2022年7月現在）
| 番台    | 運行会社               | 編成数 | 製造年  | 編成番号Unit nos.                                                  | 記事          |
| ------- | ---------------------- | ------ | ------- | ------------------------------------------------------------------ | ------------- |
| 317/1形 | グレーター・アングリア | 4      | 1981-82 | 317337–317338, 317343, 317347                                      |               |
| 317/1形 | （廃車）               | 4      | 1981-82 | 317342, 317345–317346, 317348                                      |               |
| 317/1形 | （保存）               | 1      | 1981-82 | 317345編成のうちDTSO 77092, TCO 71621                              |               |
| 317/1形 | （保留車）             | 4      | 1981-82 | 317339, 317340–317341, 317344                                      |               |
| 317/5形 | グレーター・アングリア | 10     | 1981-82 | 317501–317502, 317504, 317506–317508, 317510–317511, 317514–317515 | 種車は317/1形 |
| 317/5形 | （廃車）               | 4      | 1981-82 | 317503, 317505, 317509, 317513                                     | 種車は317/1形 |
| 317/5形 | （保留車）             | 1      | 1981-82 | 317512                                                             | 種車は317/1形 |
| 317/6形 | （廃車）               | 24     | 1985-87 | 317649 - 317672                                                    | 種車は317/2形 |
| 317/7形 | （廃車）               | 9      | 1981-82 | 317708 - 317710, 317714, 317719, 317722 - 317723, 317729, 317732   | 種車は317/1形 |
| 317/8形 | グレーター・アングリア | 3      | 1981-82 | 317881, 317884, 317886                                             | 種車は317/1形 |
| 317/8形 | （保留車）             | 3      | 1981-82 | 317882–317883, 317885                                              | 種車は317/1形 |
| 317/8形 | （廃車）               | 6      | 1981-82 | 317887–317889, 317890–317892                                       | 種車は317/1形 |